# Zamora (provinshuvudstad)
Zamora är en provinshuvudstad i Ecuador.   Den ligger i provinsen Zamora Chinchipe, i den södra delen av landet, 400 km söder om huvudstaden Quito. Zamora ligger 918 meter över havet och antalet invånare är 15 276.
Terrängen runt Zamora är bergig norrut, men söderut är den kuperad. Zamora ligger nere i en dal. Runt Zamora är det glesbefolkat, med 15 invånare per kvadratkilometer. Det finns inga andra samhällen i närheten. I omgivningarna runt Zamora växer i huvudsak städsegrön lövskog.